# Saofa
Saofa (Sawpaw) és el títol que portaven els prínceps dels estats Shan que van quedar integrats a Birmània el 1948 i van existir com a governants fins al 1959. Volia dir «príncep celestial». Els saofa són encara un grup de pressió a l'Estat Shan, i molts d'ells afavoreixen la lluita armada, en la que alguns van tenir paper destacat entre 1959 i 1995.
El primer president de Birmània fou un saofa. Foren estats regits per un saofa:
- Hsawnghsup (en territori birmà, tocant a Manipur)
- Hsenwi
- Hsenwi del nord
- Hsenwi del sud
- Hsipaw
- Kengtung
- Laikha (fins vers el 1813 el títol fou Myosa)
- Lawksawk
- Manglun (Manglon)
- Mawkmai
- Mongkawng (en territori birmà)
- Mongmit
- Mongnai
- Mongpai
- Mongpan (fins vers el 1880 el títol fou Myosa)
- Mongpawn (fins vers el 1880 el títol fou Myosa)
- Taupeng (Taunpeng)
- Wuntho (en territori birmà)
- Yawnghwe